# Ferran Jové Hortoneda
Ferran Jové Hortoneda (les Borges del Camp, 17 de novembre de 1929 - les Borges del Camp, 24 d'agost de 2017) va ser un erudit, historiador i toponimista català.
De família humil, de molt jove va ser picapedrer, un ofici força estès en aquella època a les Borges, i va construir pedres de molí i portalades. D'adult va treballar al capdavant d'una botiga de peces de recanvi d'automòbils a Reus.
Interessat per la cultura local i vinculat als sectors catalanistes, va entrar en contacte amb intel·lectuals reusencs o propers. Va conèixer Ramon Amigó, que l'introduí a la toponímia, i també Albert Manent, vinculat a l'Aleixar, localitat on es trobaven amb molta freqüència.
Durant els anys setanta, va ser un dels membres de la junta d'Òmnium Cultural Baix Camp, entitat de la qual el 2012 va rebre -conjuntament amb altres mestres de català- un homenatge per haver estat un dels pioners en la difusió de la llengua i la cultura catalanes mitjançant els seus treballs onomàstics sobre el Baix Camp. Durant aquells anys va ser corresponsal del Diario Español de Tarragona i, juntament amb altres activistes culturals, també va cofundar durant els anys de la transició el Grup d'Estudis Comarcals Miquel Joan Gili (nom d'un selvatà que presidí la Comuna del Camp).
Entre els anys 1980 i el 1990 va ser assessor del Centre d'Estudis Riudomencs Arnau de Palomar, i va ser soci fundador del Centre d'Estudis Comarcals Josep Iglésies de Reus, així com de la Societat d'Onomàstica.
Va ser corresponsal a les Borges del setmanari reusenc Mestral (1978-79) i va fundar i dirigir durant uns anys la revista La Borja, una publicació local que encara surt actualment al seu municipi. El 1990 va ser el pregoner de la Festa Major de les Borges del Camp.
Políticament, Jové va participar en la formulació a les comarques de la primera Convergència Democràtica de Catalunya (CDC) durant els anys setanta. Molt aviat va deixar aquest partit i va optar per posicions decididament independentistes. El 2014 va col·laborar en la comissió comarcal d'Òmnium Baix Camp per tal d'impulsar la consulta sobre la independència de Catalunya, alhora que va ser un membre actiu de l'ANC de les Borges.
Ferran Jové va escriure diferents llibres sobre història local i va col·laborar en obres col·lectives, com la que va honorar el seu amic reusenc Ramon Amigó després de la seva mort.

## Obres[3]
- Toponímia de les Borges del Camp i del seu terme municipal. Reus: Associació d'Estudis Reusencs, 1981. També hi ha una edició d'aquesta obra amb el mateix títol i el mateix any de la Societat Catalana de Geografia, per la concessió del premi Eduard Brossa 1970. ISBN 8460021874
- Guia de les Borges del Camp: Baix Camp. Tarragona: La Diputació, 1983. (Els Llibres de la Medusa; 19). ISBN 8400053478
- Algunes notícies sobre la construcció de la línia dels directes entre Reus i Marçà-Falset. Reus: Imprès Gort, 1989.
- Història i onomàstica de Riudecols i dels seus agregats, les Irles i les Voltes. Reus: Centre d'Estudis Comarcal Josep Iglésies, 1990-1991. 2 volums. ISBN 8440471602 (o.c.)
- Estudi onomàstic de la vila i terme de Mont-roig del Camp. Mont-roig del Camp: l'Ajuntament, 1999. ISBN 8460021874
- Les pedres i els homes: la pedra de granit a les Borges del Camp (coescrit amb Ricard Jové Hortoneda). Reus: Centre d'Estudis Comarcal Josep Iglésies, 2000. ISBN 8493008117
- Maties de Vall i Llaberia, mariscal de camp carlí (1802-1872). Reus: Centre de Lectura, 2003. ISBN 8487873480
- Onomàstica del terme municipal de Vandellòs i l'Hospitalet de l'Infant. Barcelona: Institut d'Estudis Catalans, Secció Filològica, 2013. ISBN 9788499651798